# Ogród botaniczny

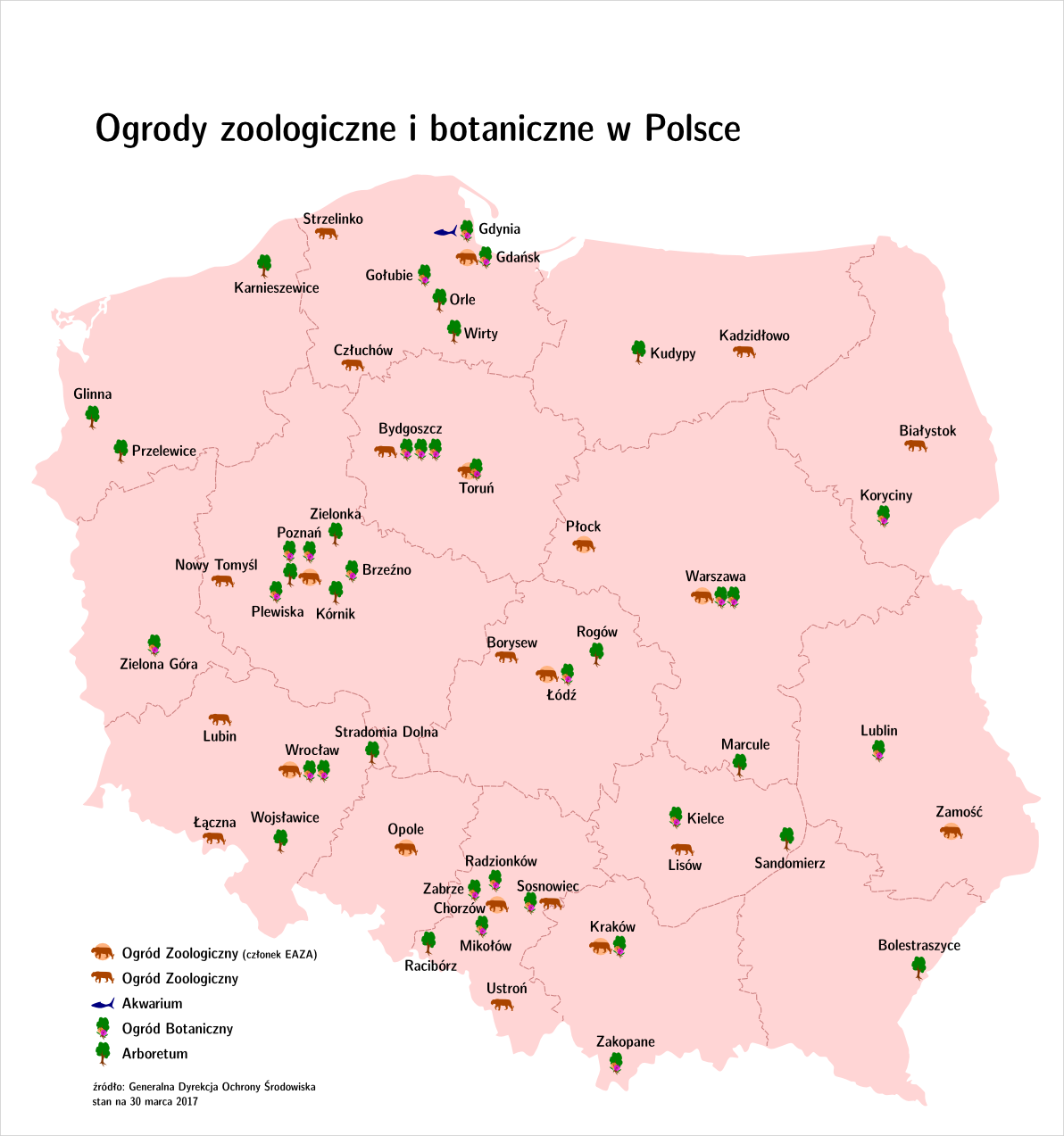
Ogrody botaniczne i arboreta w Polsce

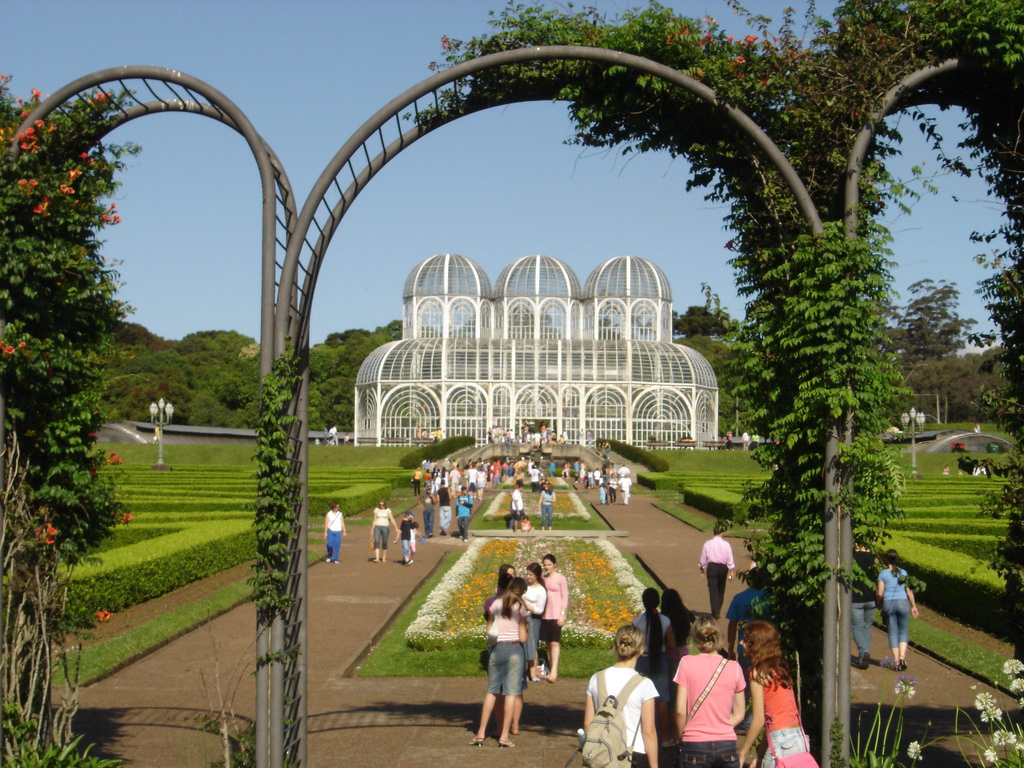
Ogród Botaniczny w Kurytybie, Brazylia

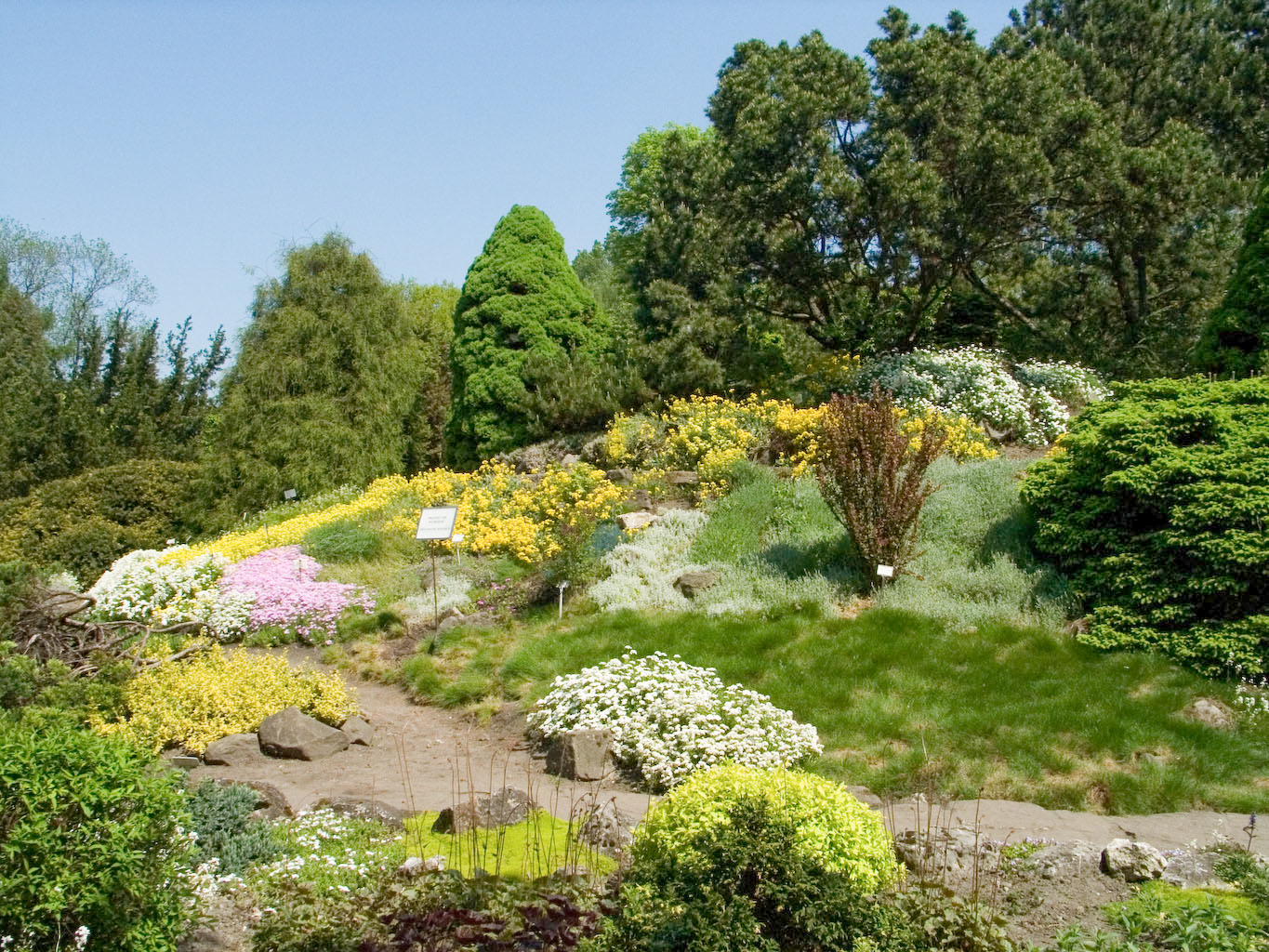
Ogród Botaniczny w Krakowie

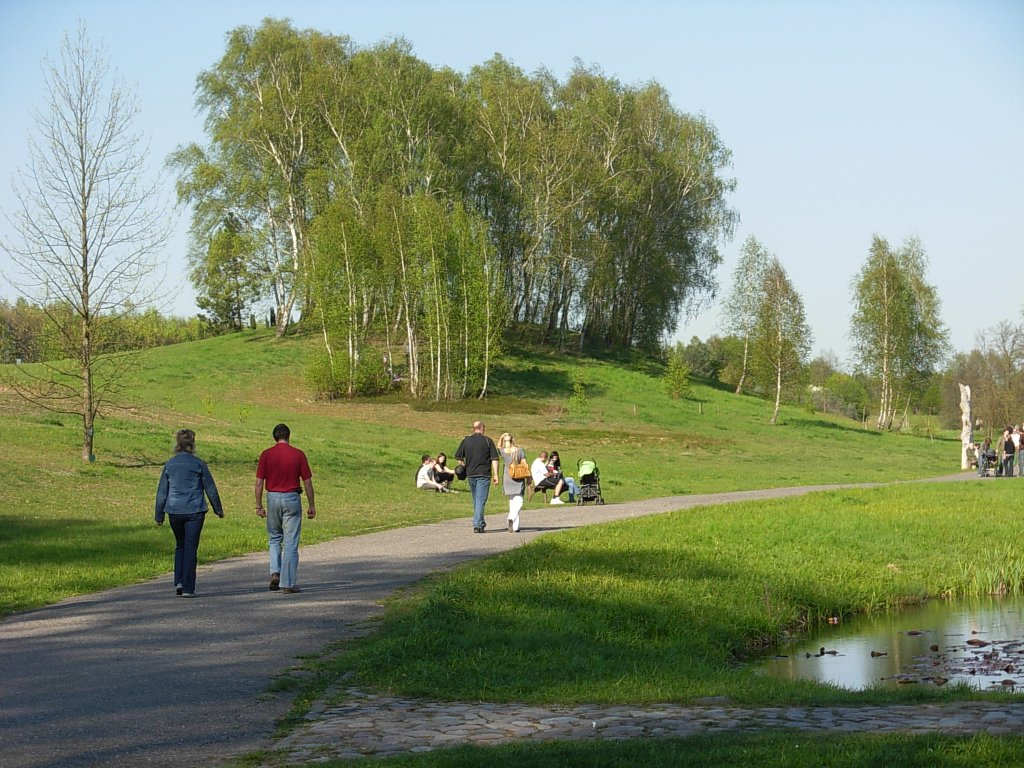
Ogród Botaniczny w Bydgoszczy

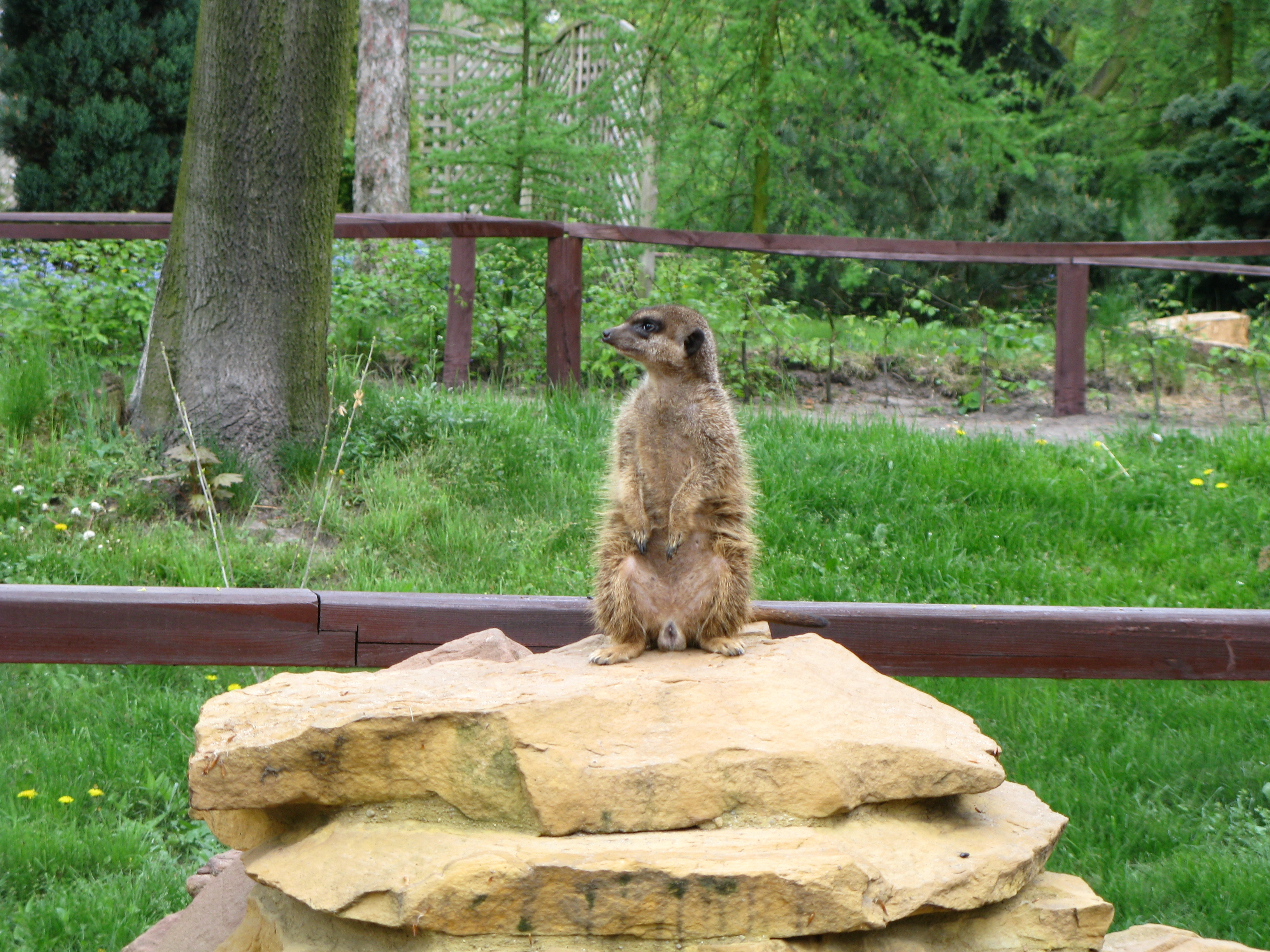
Ogród Zoobotaniczny w Toruniu

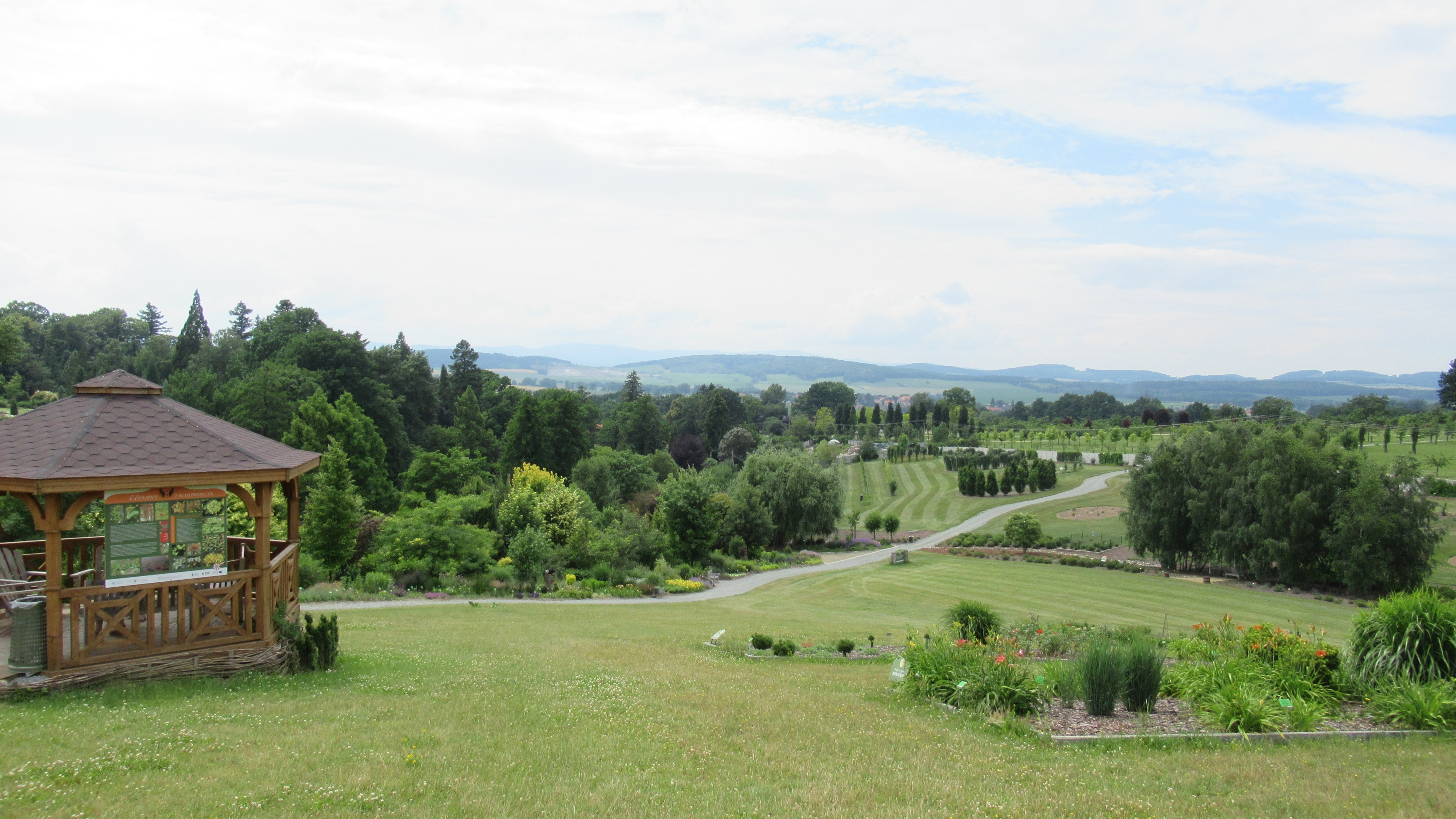
Arboretum w Wojsławicach we Wzgórzach Dębowych

Ogród botaniczny – urządzony i zagospodarowany teren wraz z infrastrukturą techniczną i budynkami funkcjonalnie z nim związanymi, będący miejscem ochrony ex situ, uprawy roślin różnych stref klimatycznych i siedlisk, uprawy roślin określonego gatunku oraz prowadzenia badań naukowych i edukacji.
Zgodnie z inną definicją, ogród botaniczny to „instytucja utrzymująca udokumentowane kolekcje żywych roślin wykorzystywanych do celów naukowych, konserwatorskich, wystawienniczych i edukacyjnych" – terminologia ta została przytoczona przez Petera Wyse'a Jacksona, eksperta w dziedzinie ogrodów botanicznych.
Pierwszy publiczny ogród botaniczny powstał w 1333 roku w Wenecji. W Polsce, pierwszy ogród botaniczny – Królewski Ogród Botaniczny w Grodnie – został założony w 1775 roku przy tamtejszej Królewskiej Szkole Lekarskiej (obecnie teren Białorusi), a jego kolekcje przeniesiono później do Ogrodu Botanicznego Uniwersytetu w Wilnie. Najstarszym polskim ogrodem botanicznym, który istnieje do dzisiaj jest Ogród Botaniczny Uniwersytetu Jagiellońskiego w Krakowie, założony w 1783 roku.

## Ogrody botaniczne w Polsce
Aby utworzyć i prowadzić ogród botaniczny w Polsce, wymagane jest uzyskanie zezwolenia, które wydaje Generalny Dyrektor Ochrony Środowiska po uzyskaniu opinii regionalnego dyrektora ochrony środowiska właściwego ze względu na lokalizację ogrodu, a także opinii organizacji zrzeszającej przedstawicieli ogrodów botanicznych. Organizacją zrzeszającą w Polsce przedstawicieli ogrodów botanicznych jest Stowarzyszenie Rada Ogrodów Botanicznych i Arboretów w Polsce. 
W Polsce status ogrodu botanicznego posiada ponad 40 ogrodów, a pełny wykaz jednostek dostępny jest na stronie Generalnej Dyrekcji Ochrony Środowiska. Do ogrodów botanicznych zaliczają się również ogrody specjalistyczne jak np. arboreta, ogrody roślin leczniczych, ogrody górskie czy palmiarnie. Status formalny ogrodów botanicznych jest bardzo różny – część należy do szkół wyższych, Polskiej Akademii Nauk lub państwowych instytutów badawczych, Lasów Państwowych i samorządów terytorialnych różnego szczebla, kilka jest własnością prywatną. 
W kolekcjach polskich ogrodów znajduje się prawie 118 tys. akcesji roślinnych, w tym niemal 2 tys. notowań gatunków umieszczonych w Polskiej Czerwonej Księdze Roślin oraz znaczna część chronionych gatunków polskich roślin naczyniowych. 
Przykłady polskich ogrodów botanicznych:
1. Ogród Botaniczny Uniwersytetu Jagiellońskiego – ul. Kopernika 27, 31-501 Kraków (małopolskie) – najstarszy ogród botaniczny w Polsce, założony w 1783 roku
2. Ogród Botaniczny Uniwersytetu Wrocławskiego – ul. Henryka Sienkiewicza 23, 50-335 Wrocław (dolnośląskie)
3. Arboretum Wojsławice – Ogród Botaniczny Uniwersytetu Wrocławskiego, Wojsławice 2, 58-230 Niemcza (dolnośląskie)
4. Ogród Botaniczny Uniwersytetu Warszawskiego – Al. Ujazdowskie 4, 00-478 Warszawa (mazowieckie)
5. Polska Akademia Nauk Ogród Botaniczny – Centrum Zachowania Różnorodności Biologicznej w Powsinie – ul. Prawdziwka 2, 02-973 Warszawa (mazowieckie)
6. Śląski Ogród Botaniczny w Radzionkowie – ul. Księżogórska 90A, 41-922 Radzionków (śląskie)
7. Śląski Ogród Botaniczny w Mikołowie – ul. Sosnowa 5, 43-190 Mikołów (śląskie)
8. Podlaski Ogród Botaniczny – Koryciny 73B, 17-315 Grodzisk (podlaskie)
9. Palmiarnia Poznańska – ul. Matejki 18, 60-767 Poznań (wielkopolskie)
10. Ogród Roślin Leczniczych Uniwersytetu Medycznego we Wrocławiu – Al. Jana Kochanowskiego 10, 51-61 Wrocław (dolnośląskie)
11. Ogród Roślin Leczniczych Instytutu Włókien Naturalnych i Roślin Zielarskich – ul. Kolejowa 2, 62-064 Plewiska (wielkopolskie)
12. Ogród Roślin Leczniczych Gdańskiego Uniwersytetu Medycznego – Al. gen. J. Hallera 107, 80-416 Gdańsk (pomorskie)
13. Ogród Dendrologiczny w Przelewicach – Przelewice 17, 74-210 Przelewice, Gmina Pyrzyce (zachodniopomorskie)
14. Ogród Dendrologiczny w Orlu – Orle 35, 83-420 Liniewo (pomorskie)
15. Ogród Dendrologiczny Uniwersytetu Przyrodniczego w Poznaniu – ul. Wojska Polskiego 71D, 60-625 Poznań (wielkopolskie)
16. Ogród Botaniczny w Łodzi wraz z Palmiarnią – ul. Krzemieniecka 36-38, 94-303 Łódź (łódzkie)
17. Ogród Botaniczny Uniwersytetu Zielonogórskiego – ul. Botaniczna 50A, 65-392 Zielona Góra (lubuskie)
18. Ogród Botaniczny Uniwersytetu Marii Curie-Skłodowskiej w Lublinie – ul. Sławinkowska 3, 20-810 Lublin (lubelskie)
19. Ogród Botaniczny Uniwersytetu Kazimierza Wielkiego w Bydgoszczy – ul. Chodkiewicza 30, 85-064 Bydgoszcz (kujawsko-pomorskie)
20. Ogród Botaniczny Uniwersytetu im. Adama Mickiewicza w Poznaniu – ul. Dąbrowskiego 165, 60-594 Poznań (wielkopolskie)
21. Ogród Botaniczny Leśnego Parku Kultury i Wypoczynku „Myślęcinek” – ul. Gdańska 173-175, 85-674 Bydgoszcz (kujawsko-pomorskie)
22. Ogród Botaniczny Instytutu Hodowli i Aklimatyzacji Roślin – Państwowy Instytut Badawczy w Bydgoszczy – ul. Jeździecka 5, 85-687 Bydgoszcz (kujawsko-pomorskie)
23. Ogród Botaniczny Geonatura Kielce – ul. Jagiellońska 78 25-734 Kielce (świętokrzyskie)
24. Miejski Ogród Botaniczny w Zabrzu – ul. Piłsudskiego 60, 41-800 Zabrze (śląskie)
25. Leśny Ogród Botaniczny „Marszewo” – ul. Marszewska 5, 81-081 Gdynia (pomorskie)
26. Leśne Arboretum Warmii i Mazur przy Nadleśnictwie Kudypy – Kudypy 4, 11-036 Gietrzwałd (warmińsko-mazurskie)
27. Górski Ogród Botaniczny Instytutu Ochrony Przyrody PAN – ul. Antałówka 7, 34-500 Zakopane (małopolskie)
28. Gołubieński Ogród Botaniczny w Kaszubskim Parku Krajobrazowym – ul. Botaniczna 21, 83-316 Gołubie (pomorskie)
29. Arboretum Wirty przy Nadleśnictwie Kaliska – ul. Długa 64, 83-260 Kaliska (pomorskie)
30. Arboretum SGGW w Rogowie – ul. Leśna 1, 96-135 Rogów (łódzkie)
31. Arboretum przy Nadleśnictwie Marcule – ul. Marcule 1, 27-100 Iłża (mazowieckie)
32. Arboretum Leśne w Zielonce – Zielonka 6, 62-095 Murowana Goślina (wielkopolskie)
33. Arboretum Leśne im. prof. S. Białoboka w Stradomii przy Nadleśnictwie Syców – ul. Leśna 6, 56-504 Dziadowa Kłoda (dolnośląskie)
34. Arboretum Kórnickiego Instytutu Dendrologii PAN – ul. Parkowa 5, 62-035 Kórnik (wielkopolskie)
35. Arboretum Karnieszewice – ul. Trawica 8A, 76-004 Sianów (zachodniopomorskie)
36. Arboretum i Zakład Fizjografii w Bolestraszycach – Bolestraszyce 130, 37-722 Wyszatyce (podkarpackie)
37. Arboretum Bramy Morawskiej – ul. Markowicka 17, 47-400 Racibórz (śląskie)
38. Ogród Botaniczny Instytutu Biologii Doświadczalnej im. M. Nenckiego PAN w Mikołajkach – ul. Leśna 13, 11-730 Mikołajki (warmińsko-mazurskie)
39. Ogród Botaniczny w Niegoszczy – ul. Niegoszcz 25A, 76-032 Mielno (zachodniopomorskie)
40. Ogród Dendrologiczny w Glinnej – ul. 1 Maja 4, 74-100 Gryfino (zachodniopomorskie)
41. Arboretum Leśne w Nadleśnictwie Janów Lubelski – ul. Bławatkowa 10, 23-300 Janów Lubelski (lubelskie)
42. Egzotarium Ogród Botaniczny – ul. Marszałka J. Piłsudskiego 116, 41-200 Sosnowiec (śląskie)
43. Ogród Zoobotaniczny w Toruniu – ul. Bydgoska 7, 87-100 Toruń (kujawsko-pomorskie)
44. Arboretum w Kopnej Górze im. Powstańców 1863 r. – Nadleśnictwo Supraśl 16-030 Kopna Góra 1 (podlaskie)

## Ogrody botaniczne na świecie
Na całym świecie istnieje obecnie około 3300 kolekcji botanicznych w 180 krajach (głównie w regionach o klimacie umiarkowanym). Niestety kolekcje te nie są rozmieszczone równomiernie na globie. Znaczne regiony świata, szczególnie te o wysokim bogactwie biologicznym są miejscem, gdzie ogrodów botanicznych praktycznie nie ma, dlatego niezbędnym jest tworzenie nowych ogrodów botanicznych jak również wspieranie tych, które istnieją.
W roku 2023 Komisja ds. Przetrwania Gatunków IUCN oficjalnie doceniła istotny wkład ogrodów botanicznych oraz ogrodów zoologicznych i akwariów w ochronę dzikiej przyrody. Oświadczenie IUCN SSC podkreśla kluczową rolę tych instytucji w ochronie różnorodności biologicznej, zachęcając do współpracy i podkreślając potrzebę połączenia wysiłków w walce o przetrwanie zagrożonych gatunków. To właśnie poprzez badania naukowe, edukację społeczności oraz działania ochronne te miejsca odgrywają fundamentalną rolę w zachowaniu dzikiej przyrody dla przyszłych pokoleń.

## Międzynarodowe sieci ogrodów botanicznych i ich współpraca
Ogród botaniczny to nie tylko miejsce stworzone dla celów rekreacyjnych, edukacyjnych czy ochrony ex situ, ale co również bardzo istotne jest to miejsce utrzymywania wspólnych kontaktów, wymiany praktyk, dzielenia się spostrzeżeniami, odnajdowania podobieństw i inspiracji, wspólnego uczenia się i współpracy w zakresie zdobywania nowej wiedzy, zarówno pomiędzy osobami jak i poszczególnymi jednostkami. Najstarsze Międzynarodowe Stowarzyszenie Ogrodów Botanicznych (IABG) powstało w tym celu w 1954 roku jako organizacja ogólnoświatowa zrzeszona w Międzynarodowej Unii Nauk Biologicznych. 
Koordynację na poziomie globalnym zapewniła także organizacja Botanic Gardens Conservation International (BGCI), której misją jest „mobilizowanie ogrodów botanicznych i angażowanie partnerów w zapewnianie różnorodności roślin dla dobra ludzi i planety”. BGCI ma około 700 członków – głównie ogrody botaniczne – w 118 krajach i zdecydowanie wspiera globalną strategię ochrony roślin, tworząc różnorodne zasoby i publikacje, a także organizując międzynarodowe konferencje i programy ochrony. 
Komunikacja odbywa się również z poziomu regionalnego. W Polsce Stowarzyszenie Rada Ogrodów Botanicznych i Arboretów, zrzeszając przedstawicieli poszczególnych ogrodów botanicznych, tworzy krajową sieć ogrodów. Stowarzyszenie jako jedna z 23 europejskich krajowych sieci ogrodów botanicznych reprezentuje interesy polskich ogrodów botanicznych w międzynarodowej sieci ogrodów – European Botanic Gardens Consortium (EBGC). 
Europejskie Konsorcjum Ogrodów Botanicznych zostało utworzone w 1994 r. w celu planowania ogólnoeuropejskich inicjatyw dotyczących ogrodów botanicznych, w szczególności w kontekście wdrażania Konwencji o Różnorodności Biologicznej i innych europejskich strategii. Konsorcjum spotyka się dwa razy w roku, a spotkania organizowane są w ogrodach członkowskich. Od 2020 r. przedstawicielami krajowymi dla Polski w Europejskim Konsorcjum Ogrodów Botanicznych są: dr hab. Justyna Wiland-Szymańska prof. UAM (dyrektor Ogrodu Botanicznego UAM w Poznaniu) oraz dr Paweł Kojs (dyrektor Śląskiego Ogrodu Botanicznego), zastępując tym samym pełniącego wcześniej tę ważną funkcję prof. dra hab. Jerzego Puchalskiego, który sprawował ją przez ponad 16 lat. Konsorcjum organizuje regularne Europejskie Kongresy Ogrodów Botanicznych (organizowane z reguły co trzy lata), ściśle współpracując w tym czasie z instytucją goszczącą (najczęściej krajową siecią). Celem spotkań jest wzmocnienie potencjału i współpracy między europejskimi ogrodami botanicznymi. 
Pozostałe międzynarodowe konsorcja ogrodów botanicznych w ramach globalnej sieci BGCI:
- sieć Afrykańskich Ogrodów Botanicznych (ABGN)
- sieć ogrodów botanicznych Azji (SEABG)
- sieć ogrodów botanicznych Karaibów i Ameryki Środkowej (CCABG)
- Ameryka Północna (BGCI-US)
- Konsorcjum Europejskich Ogrodów Botanicznych (EBGC)[16]